# Rasheedat Ajibade
Rasheedat Ajibade (née le 8 décembre 1999 à Mushin) est une footballeuse internationale nigériane. Elle évolue au poste d'attaquante à l'Atlético de Madrid en première division espagnole. Ajibade représente le Nigeria dans les compétitions de jeunes, avant d'effectuer ses débuts avec l'équipe senior lors du Tournoi féminin de la zone B de l'UFOA 2018 organisé en Côte d'Ivoire.

## Carrière

### Carrière en club
Ajibade est capitaine de l'équipe du FC Robo en 2017. Elle est nommée joueuse de la saison.

### Carrière internationale
Lors de la phase finale de la Coupe du monde des moins de 17 ans 2014, elle marque le but victorieux contre la Chine, lors du premier match de groupe. Lors du dernier match de groupe contre le Mexique, Ajibade inscrit le premier but de la partie. Les Nigérianes s'inclinent en quart de finale contre l'Espagne.
Ajibade est appelée par Bala Nikiyu pour faire partie du groupe participant à la Coupe du monde des moins de 17 ans 2016,, elle est la capitaine de la sélection. Ajibade fait également partie de l'équipe nigériane disputant la Coupe du monde féminine des moins de 20 ans 2016, au cours de laquelle elle est nommée meilleure joueuse du match lors de la deuxième rencontre de groupe contre le Canada.
A l'occasion du premier tour des éliminatoires de la Coupe du monde des moins de 20 ans 2018, Ajibade inscrit un doublé lors du match aller contre la Tanzanie, puis récidive lors du match retour. Le 27 janvier 2018, Ajibade marque deux buts lors de la victoire 6-0 contre l'Afrique du Sud, qualifiant ainsi les Nigérianes pour le Mondial des moins de 20 ans organisé en France. Lors de ce mondial, Ajibade inscrit un but lors du 1er tour contre l'équipe d'Haïti. Les Nigérianes s'inclinent en quart de finale contre l'Espagne.
En février 2018, Ajibade est sélectionnée pour la première fois avec l'équipe senior du Nigeria, à l'occasion de la première édition du tournoi de la zone B de l'UFOA qui se déroule en Côte d'Ivoire. A cette occasion, elle inscrit un triplé lors du deuxième match de groupe, qualifiant le Nigeria en demi-finale, alors qu'il leur reste encore un match à jouer,.
Ajibade remporte avec la sélection la Coupe d'Afrique des nations 2018. Elle dispute cinq matchs lors de cette CAN, mais sans inscrire de but.

## Palmarès

### Palmarès en club
- Vainqueur de la Coupe d'Espagne en 2023[19]

### Palmarès en sélection
- Vainqueur de la Coupe d'Afrique des nations 2018 avec l'équipe du Nigeria
- Vainqueur de la Coupe d'Afrique des nations 2024 avec l'équipe du Nigeria
- Troisième du tournoi féminin de la zone B de l'UFOA 2018[20]

### Distinctions individuelles
- League Bloggers Awards – Joueuse de la saison du Championnat du Nigeria 2017[21]
- Nigeria Pitch Awards – Joueuse de la saison du Championnat du Nigeria 2017[22]
- Meilleure buteuse du Championnat du Nigeria 2017[23]
- Fédération du Nigeria de football – Jeune joueuse de l'année 2018 [24]
- Co-meilleure buteuse de la Coupe d'Afrique des nations féminine de football 2022[25]
- Meilleure joueuse de la Coupe d'Afrique des nations féminine de football 2024[26]